# 러프버러 대학교
러프버러 대학교(Loughborough University)는 잉글랜드 레스터셔주 러프버러에 위치한 공립 대학교이며 1909년에 개교하였다.